# Serge Poliakoff
Serge Poliakoff (Mosca, 8 gennaio 1906 – Parigi, 12 ottobre 1969) è stato un pittore russo naturalizzato francese nel 1962.
Lasciata la sua patria a seguito della Rivoluzione russa, girovagò profugo per vari paesi europei, adattandosi per vivere  con i più disparati mestieri.
Giunto a Parigi nel 1923, fu attratto dallo studio della pittura. Durante un soggiorno di due anni in Inghilterra, dal 1935 al 1937, seguì a Londra i corsi della Slede School; determinante per i suoi orientamenti estetici fu l'incontro a Parigi con Robert Delaunay e Vasilij Kandinskij: le ricerche e gli interessi artistici di Serge Poliakoff trovarono la strada giusta, quella più congeniale, nell'astrattismo geometrico.
Nell'ambito di questo indirizzo sperimentò, con inesauribile fantasia, l'invenzione di forme e l'elaborazione di tecniche più diverse, talvolta con ardore di visionario. le sue composizioni rivelano nelle infinite variazioni di forme nello spazio l'intensità di una ricerca di fondo meditativo.
Interessante è la serie di composizioni astratte, eseguite dall'artista dopo il 1955, in cui lo spazio, illusoriamente creato dall'inserzione di zone colorate costruite in densi rapporti tonali, ha il potere di evocare quello della tradizione delle antiche icone russe.

## Opere
- Quadri, Lavori su carta e Biografia Galerie Ludorff, Düsseldorf, Germania
- Composition abstraite (1966) - Collezione Roberto Casamonti, Firenze